# 15 Andromedae
Désignations
15 Andromedae (en abrégé 15 And) est une étoile variable, de la constellation d'Andromède. 15 Andromedae est sa désignation de Flamsteed, et elle porte également la désignation d'étoile variable de V340 Andromedae. Elle a une magnitude apparente de 5,55, ce qui indique qu'elle est faiblement visible à l'œil nu. Sa distance est estimée à ∼ 252 a.l. (∼ 77,3 pc), et elle s'éloigne de plus en plus avec une vitesse radiale héliocentrique de +13 km/s.

## Propriétés physiques
Selon les sources, 15 Andromedae a été classée soit comme une géante blanche de type spectral A1 III, soit comme une étoile blanche de la séquence principale de type spectral A1 Va ou encore comme une étoile de type Lambda Bootis avec un type spectral de kA1hA3mA0.5 Va+. Il s'agit d'une étoile variable de type Delta Scuti dont la magnitude apparente varie avec une amplitude de 0,03. Deux cycles de variabilité, avec des périodes de 0,0403 et 0,044 9 jour, ont été observés, une caractéristique courante des étoiles de type Lambda Bootis. L'étoile est âgée d'environ 130 millions d'années et a un taux de rotation élevé, montrant une vitesse de rotation projetée de 105 km/s. Elle a 2,7 fois la masse du Soleil et rayonne 27 fois la luminosité du Soleil à partir de sa photosphère avec une température effective de 9 225 K.
15 Andromedae présente un excès d'infrarouge, ce qui suggère la présence d'un disque de poussière en orbite à une distance d'environ 50 UA d'elle.